# Amalia Sáez
Amalia Rosa Sáez (Barquisimeto; 23 de agosto de 1956) es una política venezolana, perteneciente al PSUV y alcaldesa del Municipio Iribarren 2009-2013; año en el cual se separara de su cargo de alcaldesa para atender al llamado ministerial del presidente Maduro.
Comenzó su carrera política como miembro del MVR, siendo directora del entonces Ministerio de 1999 a 2000.
Exalcaldesa del Municipio Irribarren, Barquisimeto, cargo que dejó por llamado a ocupar el ministerio de Hijos de Venezuela propuesto por el presidente Nicolás Maduro. Fue elegida el 28 de noviembre de 2008 en las elecciones de gobernadores y alcaldes, obteniendo un margen significativo de diferencia (9013 votos) sobre el aspirante más cercano, es abanderada del PSUV.

## Biografía
En sus principios, Sáez fue profesora de inglés en algunos colegios privados, liceos y universidades conocidas en el municipio, y con el pasar del tiempo se fue inclinando hacia la política, participando en los siguientes cargos.